# Óxido de nióbio(V)
Óxido de nióbio(V) é o composto de fórmula química Nb2O5.